# Gheorghe Băltean
Gheorghe Băltean (n. 1881, Topleț, comitatul Caraș-Severin, Regatul Ungariei – d. secolul al XX-lea) a fost un deputat în Marea Adunare Națională de la Alba Iulia, organismul legislativ reprezentativ al „tuturor românilor din Transilvania, Banat și Țara Ungurească”, cel care a adoptat hotărârea privind Unirea Transilvaniei cu România, la 1 decembrie 1918.

## Biografie
Gheorghe Băltean a fost un român, născut în comuna Topleț, județul Caraș Severin; a fost învățător în Jdioara.

## Activitate politică
Gheorghe Băltean a fost delegat la Marea Adunare Națională de la Alba-Iulia din partea Cercului Zorlențul Mare, județul Caraș Severin.